# Эланга, Жозеф
Жозе́ф Эланга́ Филь (фр. Joseph Elanga Fils; 2 мая 1979, Яунде, Камерун) — камерунский футболист, защитник. Участник чемпионата мира 1998 года в составе национальной сборной.

## Карьера

### Клубная
Жозеф начал свою карьеру в 1997 году в «Канон Яунде».
Спустя год он перешёл в греческий ПАОК. Приняв участие за сезон в 17 матчах Альфа Этники, камерунец перешёл в «Аполлон» из Каламарии, выступавший лигой ниже. В новом команде Жозеф также надолго не задержался и по окончании сезона 1999/00 подписал контракт со шведским «Мальмё».
В «Мальмё» защитник провёл 5 лет, сыграв в 121 матче и забив 5 мячей. 14 августа 2003 года Эланга дебютировал в еврокубках во встрече предварительного раунда Кубка УЕФА против североирландского «Портадауна». В 2004 году Жозеф стал чемпионом Швеции. В начале 2006 года было объявлено о трансфере Эланга в «Брондбю». Защитник подписал четырёхлетний контракт.
Карьера в датском клубе у Жозефа складывалась неудачно, за два сезона он провёл только 20 матчей, в которых забил один мяч. В начале 2008 года камерунец был отдан в аренду сроком на один год в другую команду Суперлиги Дании, «Хорсенс». Дебютный матч в новом клубе камерунец провёл 16 марта 2008 против «Орхуса». Возвратившись из аренды, Жозеф сыграл ещё в 3 матчах за «Брондбю». В конце 2009 года контракт с датским клубом закончился и Эланга стал свободным агентом.
В январе 2010 камерунец присоединился ко своей бывшей команде, «Мальмё». Первую игру в Швеции после четырёхлетнего перерыва он провёл 20 апреля против «Хельсинборга». Жозеф использовался тренерским штабом «Мальмё» в качестве игрока запаса, иногда заменяя, игравшего на левом фланге защиты Рикардиньо. Эланга провёл в сезоне 2010 года 10 матчей и стал во второй раз чемпионом Швеции. По окончании первенства контракт с Жозефом не был продлён, он переехал с семьёй в Бурос, чтобы найти новый клуб. 9 января 2012 года защитник объявил об окончании игровой карьеры, он планирует получить тренерскую лицензию УЕФА.

### В сборной
Жозеф выступал за сборную Камеруна с 1995 года, был включён в заявку на чемпионат мира во Франции. На турнире не провёл ни одной игры.

## Личная жизнь
В ноябре 2003 Жозеф был приговорён шведским судом к двум месяцам заключения за домашнее насилие по отношению к жене. Игрок также был оштрафован на $3020. Контракт с защитником мог быть разорван «Мальмё» под давлением организации, защищающей права женщин в Швеции.
Сын Антони родился в 2002 году в Швеции, является воспитанником академии «Манчестер Юнайтед», вызывался в юношеские сборную Швеции.

## Достижения
Мальмё
- Чемпион Швеции (2): 2004, 2010